# 1513 en arts plastiques
| Années des arts plastiques : 1510 - 1511 - 1512 - 1513 - 1514 - 1515 - 1516    |
| Décennies des arts plastiques : 1480 - 1490 - 1500 - 1510 - 1520 - 1530 - 1540 |

Cette page concerne l'année 1513 en arts plastiques.

## Œuvres

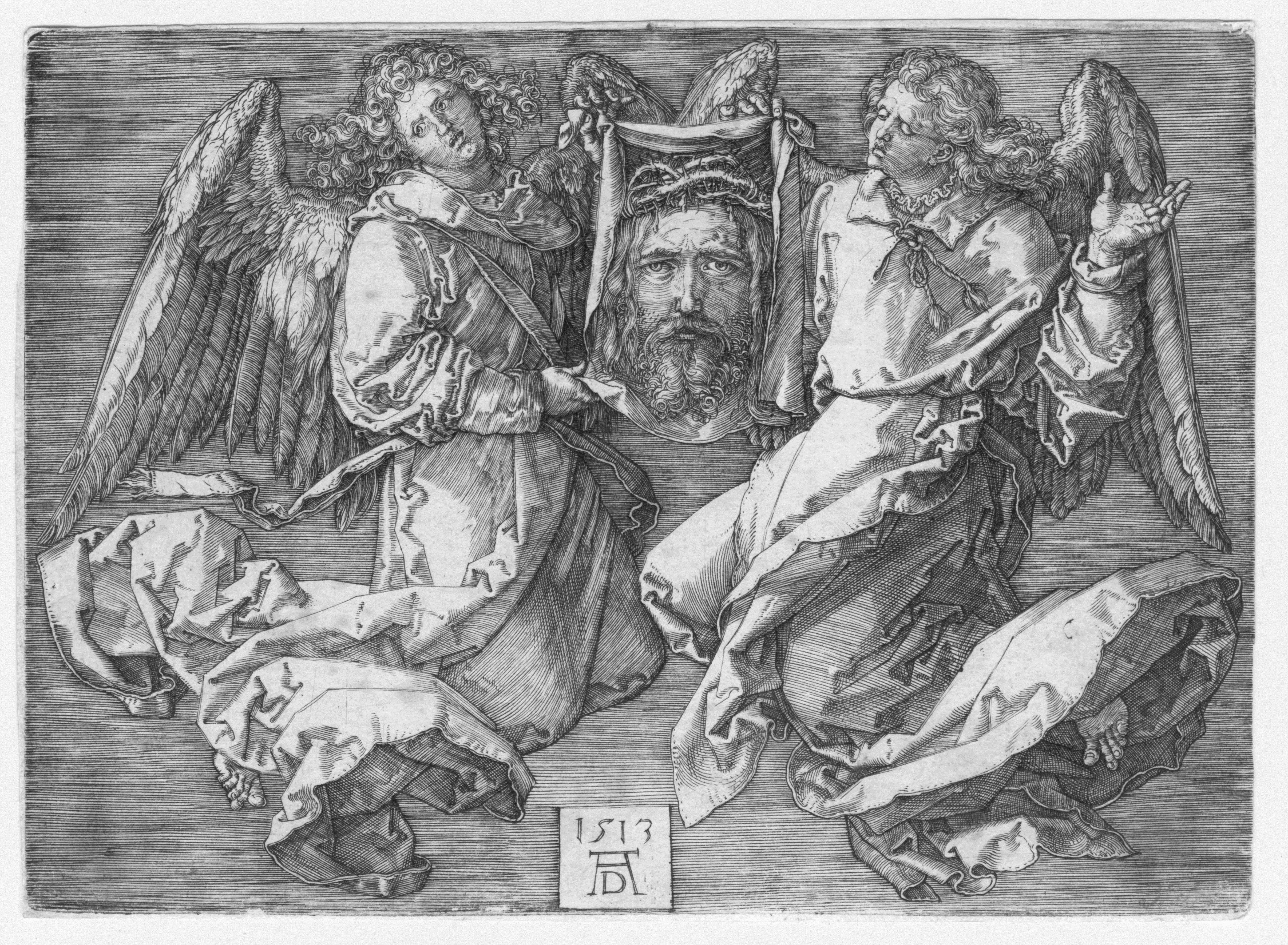
Veronica, d’Albrecht Dürer.

- La Vierge, l'Enfant Jésus et sainte Anne : peinture sur bois de Léonard de Vinci.
- Le Chevalier, la Mort et le Diable, gravure sur cuivre d'Albrecht Dürer

## Naissances
- Vers 1513 :
  - Hans Cranach, peintre allemand († 1537),
  - Giovanni Battista Maganza,  poète et peintre maniériste italien († 25 août 1586).